# Волшебное дерево
«Волшебное дерево» (англ. The Magic Faraway Tree) — будущий семейный фильм режиссёра Бена Грегори по сценарию Саймона Фарнаби, написанному на основе одноимённой серии книг Энид Блайтон. Главные роли в фильме исполнят Эндрю Гарфилд и Клэр Фой.

## Сюжет
Семья учится восстанавливать отношения после вынужденного переезда в отдаленную сельскую местность и обнаруживает волшебное дерево, с помощью которого они переносятся в захватывающие и фантастические страны.

## В ролях
- Клэр Фой — Полли
- Эндрю Гарфилд — Тим
- Никола Кофлан — Силки
- Нонсо Анози — Луноликий
- Джессика Ганнинг — Дама Уошалот
- Дастин Демри-Бернс
- Марк Хип — мистер Оом Бум Бум
- Оливер Крис — мистер Ватзиснам
- Ленни Генри
- Майкл Пэлин
- Саймон Рассел Бил

## Производство
Саймон Фарнаби был приглашен в качестве режиссёра для экранизации книг Энид Блайтон в 2017 году, причём в качестве опционов были предложены все четыре книги серии. В январе 2024 года стало известно, что кинокомпании Elysian Film Group совместно с Neal Street Productions займутся производством фильма, режиссёром которого станет Бен Грегор, а продюсерами — Пиппа Харрис и Николас Браун из Neal Street Productions, а также Дэнни Перкинс из Elysian Film Group. Действие фильма будет перенесено в наши дни, и режиссёр Грегори заявил, что в нём будет отражено беспокойство детей XXI века после пандемии, но при этом будут использованы персонажи из книг, такие как Луноликий, Человек-кастрюля, Дама Уошалот, Силки, Сердитый Пикси и Мистер Ватзиснаме, а также страны на верхушке дерева, включая Страну Лакомств и Страну Дней Рождения.
В мае 2024 года Эндрю Гарфилд и Клэр Фой были утверждены на роли Тима и Полли. Никола Кофлан, Нонсо Анози и Джессика Ганнинг присоединились к актёрскому составу в следующем месяце.
Съёмки начались в Великобритании в июне 2024 года.